# Quercus dankiaensis
Quercus dankiaensis är en bokväxtart som beskrevs av Aimée Antoinette Camus. Quercus dankiaensis ingår i släktet ekar, och familjen bokväxter.
Artens utbredningsområde är Vietnam. Inga underarter finns listade.